# James D. Hudnall
James David Hudnall, né le 10 avril 1957 à Santa Rosa (Californie) et mort le 9 avril 2019, est un scénariste de comics américain.

## Biographie
James Hudnall sert dans l'US Air Force avant de commencer sa carrière dans les comics chez Eclipse Comics dans les années 1980. Il travaille d'abord au service du marketing. Comme il apprécie les mangas il suggère aux responsables d'Eclipse de se lancer dans la traduction et l'édition de mangas. Toujours chez Eclipse, il écrit sa première série intitulée ESPers dessinée par David Lloyd. Ce premier comics est remarqué et Marvel Comics lui propose de reprendre le scénario de séries existantes. C'est ainsi qu'il reprend Strikeforce: Morituri créée par Peter B. Gillis et dessinée par Mark Bagley. Lorsque Bill Mantlo quitte la série Division Alpha, c'est lui qui est appelé pour le remplacer. Il travaille ensuite pour DC Comics où il signe le roman graphique Lex Luthor : la biographie officieuse dessinée par Eduardo Barreto. Il reprend aussi sa série ESPers chez Marvel dans la collection Epic. Il participe à la création de l'Ultraverse pour l'éditeur Malibu Comics. Il est l'auteur de Harsh Realm publié par Harris Comics et adapté par Chris Carter.

## Récompense
- Prix Inkpot en 2017.